# Bachelor (TV-serie)
The Bachelor är en dejting-dokusåpa där en ungkarl ska välja ut sin livspartner genom att träffa olika kvinnor som blivit utvalda till programmet. Uppföljaren heter The Bachelorette. Programledare är Chris Harrison.
Den svenska versionen som visas i TV4 går under namnet "Bachelor Sverige".